# Denis Richet
Pour les articles homonymes, voir Richet.
Denis Richet, né le 22 décembre 1927 à Paris et mort le 15 septembre 1989 dans la même ville, est un historien français. Son ouvrage La Révolution française, qu'il co-écrit avec François Furet, constitue une étape importante de l’évolution de l’historiographie de la Révolution française au cours de la seconde moitié du XXe siècle.

## Biographie
Denis Richet a étudié la Révolution française avec François Furet, son beau-frère[réf. souhaitée].
Il a enseigné à la Sorbonne, à l'université de Tours, puis à la VIe section de l'EPHE (où il avait été appelé en 1968 par Fernand Braudel), devenue l'EHESS en 1975. Il a aussi donné des cours à l'École polytechnique.
Dans un entretien de 1994, Francois Furet témoigne que Denis Richet, en 1965, avait déjà une idée très élaborée du dérapage de 1793 qui amena la Terreur[réf. nécessaire].
Il est le petit-fils de Charles Richet.

## Publications
- La Révolution française, avec François Furet,

Première édition en 1965
Deuxième édition en 1973
Hachette Pluriel, 1999.
- De la Réforme à la Révolution, Aubier (Paris) - 1991.
- La France moderne, l'esprit des institutions, Flammarion, 1991 (première édition 1973).
- Représentation et vouloir politiques, autour des États généraux de 1614. Avec Roger Chartier. École des Hautes études en sciences sociales.